# Cerro Lucía
Cerro Lucía (spanisch) ist ein Hügel am nordöstlichen Ende der Trinity-Halbinsel des Grahamlands im Norden der Antarktischen Halbinsel. Er ragt 7 km südlich des Sheppard Point im Norden der Tabarin-Halbinsel auf.
Chilenische Wissenschaftler benannten ihn nach Lucía Hiriart (1922–2021), Ehefrau des chilenischen Diktators Augusto Pinochet, die 1977 an Bord der Aquiles an einer Fahrt in die Antarktis teilgenommen hatte.